# Replay (Computerspiele)
Ein Replay ist die Aufzeichnung einer Computerspiel-Partie, die mit dem Spiel selbst oder einer separaten Analysesoftware abgespielt und ausgewertet werden kann. Dabei werden die Aktionen der Spieler innerhalb der Spielwelt aufgezeichnet, um beispielsweise im E-Sport anhand des Spielablaufs die Taktik zu beleuchten. Da lediglich die Eingaben der Spieler aufgezeichnet werden und die Visualisierung der Partie beim Abspielen in Echtzeit rekonstruiert wird, weist ein Replay einen mitunter wesentlich geringeren Speicherbedarf auf, als etwa ein Videoclip. Zudem erlaubt es dem Betrachter, das Spielgeschehen aus frei wählbaren Perspektiven zu betrachten. Die Aufzeichnung der Spielzüge dient auch in der Entwicklung von Computerspielen dazu, Programmfehler zu reproduzieren. Im Gegensatz zu einem Replay speichert ein Savegame den gesamten Zustand der Spielwelt zu einem bestimmten Zeitpunkt. Das Replay ermöglicht die Rekonstruktion des Spielstandes zu jedem beliebigen Zeitpunkt anhand der aufgezeichneten Eingaben und Veränderungen, speichert jedoch nicht den gesamten Zustand der Spielwelt nach jedem Spielschritt, da dies zu speicher- und rechenintensiv wäre.